# Codex Chisianus R.VII.45
Der Codex Chisianus R.VII.45 (Nr. 88 nach Rahlfs) ist eine Pergamenthandschrift in griechischer Sprache aus dem 10. Jahrhundert. Sie enthält die biblischen Bücher Jeremia (mit Baruch, den Klageliedern und dem Brief des Jeremia), Daniel (mit Susanna, Bel und der Drachen in der Septuaginta-Fassung, dazu den Daniel-Kommentar des Hippolyt von Rom) in der üblichen Fassung nach Theodotion, Ezechiel und Jesaja. Der Codex besteht aus 402 Blättern im Format 32 cm × 24 cm, die zweispaltig mit 27–28 Zeilen in Minuskeln beschrieben sind.
Der von fol. 135a an bezeugte Text des Buches Daniel gibt die Hexapla-Fassung des Origenes wieder. Dieser Text ist auch in einer syrischen Übersetzung im Codex Ambrosianus 313 erhalten. Beide gehören neben dem älteren vorhexaplarischen Papyrus 967 zu den einzigen Textzeugen, die die ursprüngliche Septuaginta wiedergeben, die in den anderen Handschriften durch die spätere Fassung des Theodotion verdrängt wurde.
Die Handschrift wurde 1772 erstmals publiziert. Sie befand sich in der Biblioteca Chigiana in Rom. Seit 1923 ist sie im Besitz der Vatikanischen Bibliothek mit der Signatur Chigi R. VII 45.